# Alchemilla walasii
Alchemilla walasii är en rosväxtart som beskrevs av Pawl.. Alchemilla walasii ingår i släktet daggkåpor, och familjen rosväxter. Utöver nominatformen finns också underarten A. w. virgata.